# جاكي باركر
جاكي باركر (بالإنجليزية: Jackie Parker)‏ هو لاعب كرة قدم أمريكية ولاعب كرة القدم الكندية أمريكي، ولد في 1932 في نوكسفيل في الولايات المتحدة، وتوفي في 7 نوفمبر 2006 في إدمونتون في كندا بسبب سرطان المريء.

## روابط خارجية
- جاكي باركر على موقع كلية كرة القدم في سبورتس رفرنس.كوم (الإنجليزية)
- جاكي باركر على موقع قاعة ميسيسيبي للمشاهير الرياضية (الإنجليزية)
- جاكي باركر على موقع قاعة كندا للمشاهير الرياضية (الإنجليزية)